# Honnenahalli, Hunsur
Honnenahalli là một làng thuộc tehsil Hunsur, huyện Mysore, bang Karnataka, Ấn Độ.